# Église Sainte-Gertrude de Maulévrier-Sainte-Gertrude
L'église Sainte-Gertrude de Maulévrier-Sainte-Gertrude est une église catholique située à Maulévrier-Sainte-Gertrude, commune du département français de la Seine-Maritime.

## Historique
L'église est bâtie fin XVe siècle- début du XVIe siècle et consacrée en 1519.
Le site accueille Catherine de Médicis et Charles IX.
L'édifice est classé au titre des monuments historiques en 1889.

## Description
L'édifice est construit en pierre.
Le portail de l'édifice est de style Renaissance.